# Padvalandet
Padvalandet är en halvö i Bromarv, Raseborgs stad, Finland.   Den ligger i landskapet Nyland, i den södra delen av landet, 110 km väster om huvudstaden Helsingfors.
Padva är en by på halvön. Padva hörde till kommunen Bromarv tills den blev sammanslagen med Tenala. Nuförtiden är även Tenala en del av Raseborg. Padva omfattar hela halvön. Byns fåtaliga bosättning är utspridd runt halvön och det finns flera sommarstugor längs Padvas stränder. Spetsen av Padvalandet heter Skataudden. Där finns en simstrand och ett café.